# Pleurotaenium ehrenbergii
Pleurotaenium ehrenbergii là một loài Song tinh tảo trong họ Desmidiaceae, thuộc chi Pleurotaenium.